# You and Tequila
«You and Tequila» es una canción coescrita por Matraca Berg y Deana Carter. Es una canción interpretada por el cantante estadounidense de country Kenny Chesney para su décimo-cuarto álbum de estudio Hemingway's Whiskey, esta canción fue lanzada en mayo de 2011 como cuarto sencillo del álbum. La versión de Chesney incluye a la vocalista Grace Potter del grupo Grace Potter and the Nocturnals como artista invitada. El 30 de noviembre, la canción recibió dos nominaciones a la edición n.º 54 de los Premios Grammy en las categorías Mejor Canción Country y Mejor actuación rap, dúo o grupo.